# 1987年大韓民国の国民投票
1987年大韓民国の国民投票（1987ねんだいかんみんこくのこくみんとうひょう、朝鮮語: 1987년 대한민국 국민투표）は、1987年10月27日に実施された大韓民国における国民投票である。

## 概要
韓国]における憲法（大韓民国憲法）を改正するため実施された国民投票である。
1980年5月17日の非常戒厳令拡大措置で政権の座についた全斗煥大統領の下で制定された第5共和国憲法では、軍政勢力に有利な大統領間接選挙制を採っており、民主化を求める野党や民主化運動勢力は間接選挙制から直接選挙制への改憲を強く求めた。
1985年2月の第12代総選挙で直接選挙制を公約に掲げた新韓民主党（以下、新民党）が躍進し、直接選挙制導入を求める動きは日増しに強まった。これに対し全斗煥大統領と与党民主正義党（以下、民正党）は、直接選挙制には断固反対の姿勢を採った。しかし1987年4月の4・13護憲措置（4月13日に全斗煥大統領が自身の任期中における憲法改正を否定した声明）、同年1月に発生した朴鍾哲君拷問致死事件の真犯人が警察によって隠蔽された事実が暴露されたことをきっかけに民主化運動が全国民規模に拡大（6月民主抗争）した。民主化運動の勢いを目の当たりにした政府は、盧泰愚民正党代表最高委員による「民主化宣言」を6月29日に発表し、大統領直接選挙制の導入を決定した。これにより、直接選挙制導入を旨とする憲法改正案の是非を問う国民投票が実施されることになった。
国民投票の結果、改憲案は歴代国民投票の中で最も高い93.1％の賛成率で承認され、第六共和国憲法が公布された。1948年に大韓民国憲法が制定されてから九回目の改憲となったが、韓国憲政史上初めて与野党が合意し平和的な手続きを経て改憲がなされたという点で大きな歴史的意義を持った。

## 改憲の経緯
盧泰愚民正党代表によって発表された「民主化宣言」を全斗煥大統領が受け入れ、与野党は憲法改正に向けた作業を開始することになった。8月1日、民正党と最大野党である統一民主党（新民党を離党した対政府強行派の政治家によって87年5月に結成。以下、民主党）の双方から4名ずつ委員を出し合って構成された所謂「8人政治会談」による初会合が行われた。与野党間の主な争点については以下の通りである。
1. 選挙権取得年齢（与党：20歳、野党：18歳）
2. 大統領任期（与党：6年・再任禁止、野党：5年・再任可能）
3. 候補者資格（与党が国内居住5年以上を主張）
4. 憲法前文（与党：5・16軍事クーデターと第五共和国に言及、野党：光州事件を「義挙」としての評価）
5. 大統領の議会解散権（与党側：維持、野党：廃止）

最終的に1の選挙権取得年齢については憲法に明記せず別途法律に明記することを明記、その他の争点については与党側が大幅譲歩して八月末までに大筋で合意に達した。
8人政治会談における合意を受け、与野党は憲法改正の成文化作業に着手し、9月21日に与野党合意の下で憲法改正が国会に発議された。改憲案は10月21日に国会で評決に付され、在籍議員272人中258人が参加して行われた評決の結果、賛成254票、反対4票（新民党3名、無所属1名）となり、圧倒的賛成で国会を通過した。改憲が国会を通過したことを受け、10月17日に全斗煥大統領は国民投票を10月27日に実施することを公告した。

## 改憲案の主な内容
憲法改正案の主な要点については以下の通りである。
1. 大統領直接選挙制を16年ぶりに復活。任期を7年から5年に短縮（再選禁止）
2. 国会解散権を削除、国政監査権の復活。
3. 国務総理及び国務委員の解任議決権を解任建議権に変更。大統領制の要素を強化。
4. 基本権保証と憲法秩序維持のため憲法裁判所を新設。
5. 国軍の政治的中立を規定。
6. 基本権の強化
  1. 適法手続き条項の新設。逮捕・拘束時の告知および家族への通知義務を明文化。
  2. 言論・出版・集会・結社の許可と検閲の禁止。
  3. 財産権の収容に関し正当補償制度の導入。
  4. 刑事補償請求権を刑事被疑者と不起訴者にも拡大。
  5. 刑事被害者の公判陳述権と国家救助請求権の新設。
  6. 最低賃金制の施行を明文化
  7. 労働三権の実質的保障
  8. 生活権の具体化による女性や老人および青少年や生活無能力者の権益保護強化。

（出典：閔炳老「韓国の憲法事情」『諸外国の憲法事情3』（2003年12月）国立国会図書館調査及び立法考査局、48頁）

## 国民投票結果
今回の国民投票は1973年に制定された国民投票法が適用された。
| 投票人数 | 投票人数 | 25,619,648名 （不在者655,319名） |
| 投票数   | 投票数   | 20,028,672                       |
| 有効投票 | 賛成     | 18,640,625                       |
| 有効投票 | 反対     | 1,092,702                        |
| 有効投票 | 合計     | 19,733,327                       |
| 無効票   | 無効票   | 295,345                          |
| 棄権者   | 棄権者   | 5,590,976                        |
| 投票率   | 投票率   | 78.2％                           |
| 賛成率   | 賛成率   | 93.1％                           |
出典：<표 7-6> 제6차 국민투표 결과（＜表7－6＞第6次国民投票結果）、『大韓民國選擧史』473頁